# Finnes Anna
Finnes Anna, kallad "Gamla trollpackan", död 24 augusti 1669 i Mora, var en svensk som blev avrättad för häxeri. Hon var en av de som avrättades i den berömda häxprocessen i Mora under det stora oväsendet.
Finnes Anna uppgavs vara 70 år gammal och bosatt i Morkarlby. 
Efter häxprocessen i Älvdalen utbröt en kraftig ryktesspridning i Dalarna, där olika personer utpekades för att bortföra barn till Blåkulla. Oroliga föräldrar krävde i juni 1669 att myndigheter skulle förhöra de misstänkta. Lördag kväll den 12 augusti kom den nybildade Dalarnas trolldomskommission till Mora, och häxprocessen inleddes. 
Hon var en av sextio personer som åtalades i Mora misstänkt för att ha bortfört barn till Blåkulla. 
Hon anklagades för Blåkullaförande av Johan Larsson 10 år; Karin Larsdotter 9 år; Anders Halfuardson 9 år; Anna Nils dotter; Karin Nills dotter 9 år; alla från Morlkarleby. 
Hon beskrivs av rätten som "af ålder skyldt, och Förfäderue herycktade". Att ha trollkunniga i släkten betraktades seom en försvårande omständighet. Hon uppgav i sin bekännelse att hon hade sänt "dockor" (bjäror) att förorsaka andra skada. Hon erkände att hon hade ridit på kor till Blåkulla, där hon hade varit sysselsatt som kokerska.
Morgonen den 23 augusti, efter nio dagars rättegång, dömdes 23 av de 60 misstänkta till döden för trolldom, avfall från Gud, förbund med djävulen och barnaförande. Femton av dessa skulle avrättas, men de övriga sex skulle sättas i fängelse eftersom rätten var osäker på deras skuld. Hon blev en av de femton personer som avrättades i häxprocessen i Mora den 24 augusti 1669. Avrättningen ägde rum genom halshuggning och bränning.